# DNS (компания)
DNS — российская торговая сеть по продаже бытовой техники и электроники, основанная в 1998 году во Владивостоке Дмитрием Алексеевым. Компания также выпускает технику под рядом собственных торговых марок.
По итогам 2019 года стала 6-й крупнейшей ритейл-компанией в России, в 2021 году — 22-й крупнейшей частной компанией России. В 2021 году сеть насчитывала более 2 тысяч магазинов.

## История
Основатели компании в 1990-х годах занимались компьютерным бизнесом: сборкой и продажей ПК, системной интеграцией. В 1998 году после дефолта они решили переориентироваться с обслуживания корпоративных клиентов на розничную торговлю. Была основана компания DNS (Digital Network System) и открыт первый магазин во Владивостоке, в одном из помещений которого велась сборка компьютеров.
В 2010 году филиальная сеть компании состояла из более чем 100 магазинов в 28 городах России, в которых было занято более 1,5 тыс. сотрудников. На начало 2011 года было открыто более 185 магазинов в 60 городах России, численность коллектива составила более 3,5 тыс. сотрудников. Компания к этому времени начала экспансию в столичный регион (Москва, Подмосковье), продолжая развиваться в Сибири и на юге страны. На июль 2013 года было открыто более 700 магазинов в 240 городах России.
В 2012 году в городе Артёме Приморского края начал работать построенный DNS завод, рассчитанный на сборку 60 000 компьютеров и ноутбуков в месяц. По итогам того же 2012 года выручка компании составила 86,4 млрд руб., что позволило ей занять 60-е место в рейтинге 200 крупнейших частных компаний России 2013 года журнала Forbes.
Параллельно сети магазинов DNS её владельцы начали развивать сеть электронных дискаунтеров Технопоинт, включающую магазины-склады, заказы в которых делаются через интернет или электронные терминалы. Филиалы сети работают в 20 городах России, преимущественно на Дальнем Востоке и в Сибири.
В 2013 году сеть объединяла 700 магазинов компьютерной и цифровой техники в 240 городах России. В основном это торговые точки площадью 300—500 м², также действуют 25 гипермаркетов до 1000 м². Помимо магазинов, у компании есть 10 распределительных центров общей площадью 30 000 м², завод компьютеров и ноутбуков в Артёме, а также сборочные производства в Подмосковье (в Старой Купавне) и Новосибирске.
В апреле 2014 года компания приобрела сеть «Компьютерный мир» (21 магазин в Санкт-Петербурге и ещё 11 в других городах Северо-Запада). В апреле 2015 года произошло объединение всех форматов магазинов («Фрау-техника», TechnoPoint, Smart) под одним единым брендом «DNS».
В марте 2019 года DNS выкупила петербургскую торговую сеть «Кей».
В мае 2021 года DNS вышла на рынок Казахстана, совершив первый выход за пределы России.
Первые слухи о выходе DNS на Белорусский рынок появились в середине марта 2024 года. 13 мая 2024 года состоялось открытие первого филиала магазина DNS на территории Беларуси в городе Минске, в ТРЦ «DiaMond city». Спустя полгода, 18 ноября 2024 года открылся второй магазин на территории Беларуси в городе Бобруйске. Открытие третьего магазина DNS на территории Беларуси состоялось 7 марта 2025 года, в городе Гомеле в ТРЦ «Секрет».
В апреле 2024 DNS вышел на рынок Кыргызстана и открыл свой первый магазин в Бишкеке ТЦ Метрополь.

## Деятельность
Компания выпускает ноутбуки, компьютеры, мониторы, смартфоны, источники питания и компьютерные аксессуары под собственными марками DNS, Dexp, Ardor (Zet Gaming), Aceline, Finepower, Fiero, Keyron, Onetwo, AirTone.
30 % выручки компании обеспечивают компьютерные аксессуары, 18 % — ноутбуки, 16 % — смартфоны, 13 % — планшеты, 11 % — телевизоры, по 3 % — настольные компьютеры и зеркальные камеры, по 2 % — мобильные телефоны, компактные камеры и мониторы.
Выручка компании составила, млрд р.:
- в 2013 году — 110;
- в 2014 году — 116;
- в 2015 году — 135;
- в 2016 году — 152;
- в 2017 году — 233;
- в 2018 году — 221;
- в 2019 году — 309;
- в 2020 году — 428;
- в 2021 году — 562;
- в 2022 году — 597;
- в 2023 году — 727;
- в 2024 году — 760[10].

В 2021 году компания вошла в рейтинг журнала Forbes «200 крупнейших частных компаний России», где заняла 22-е место. По итогам 2021 года сеть вошла в тройку крупнейших онлайн-ритейлеров России по данным компании Data Insight, увеличив продажи в интернете на 41% — до 185 млрд руб. В 2023 году «ДНС Ритейл» стала 41-й в рейтинге «100 крупнейших компаний России по чистой прибыли — 2023» с показателем в 37,6 млрд рублей, а в 2024 году — 54-й с чистой прибылью 42,2 млрд рублей.

## Собственники и руководство
Основали компанию 10 жителей Владивостока, давно знавших друг друга и имевших ранее опыт работы в компьютерном бизнесе, 9 из них по состоянию на 2015 год работают в компании, десятый скончался и его доля в компании перешла по наследству его семье. Среди основателей — Дмитрий Алексеев (генеральный директор), Константин Богданенко (директор по развитию бизнеса), Юрий Карпцов (финансовый директор), Сергей Мещанюк (коммерческий директор), Юрий Чернявский, Андрей Усов, Александр Фёдоров, Алексей Попов.
Компания ранее[когда?] состояла из более чем 50 юридических лиц, зарегистрированных в разных регионах, связанных общими владельцами, среди них — «ДНС Байкал» (владелец — Карпцов), «ДНС НН» (владелец — Мещанюк), «ДНС Альфа Новосибирск» (владелец — Чернявский), «ДНС Плюс-Самара» (владелец — Усов), «ДНС-Пермь» (владелец — Фёдоров), «ДНС-Екатеринбург» (владелец — Богданенко), «ДНС в Хабаровске» (владелец — Попов), «Восток Центр» (владелец — Алексеев), «ДНС-Курск» (владелец — И. В. Кичий).
В марте 2018 года в компании произошла реорганизация: все юридические лица были объединены в «ДНС Ритейл».